# Tulijá
La región Tulijá es una de las 15 regiones que conforman el estado de Chiapas. Su capital es la ciudad de Yajalon.
La región XIV Tulijá Tseltal Chol está conformada por siete municipios: Chilón, Sabanilla, Salto de Agua, Sitalá, Tila, Tumbalá y Yajalón.

## Población
La población estatal asciende a 4’796,580 habitantes, de los cuales, 343, 446 habitan en los municipios que integran la región Tulijá Tseltal Chol, representan el 7.16% de la población estatal siendo el 49.58% hombres y 50.42% mujeres. Los municipios de Chilón y Tila son los más poblados de la región, entre los dos concentran al 53% de la población regional. El municipio con la menor población es Sitalá, con apenas el 3.57% de la población regional.
De las 343, 446 personas que habitan en la región, 279, 891 hablan al menos una lengua indígena, es decir el 81.49% de la población total regional y el 23.15% del total de la población que en la entidad habla una lengua indígena, ubicando a la región en el segundo lugar dentro de esta categoría. Las tres principales lenguas que se hablan en la región son: Tzeltal (48.40%), Chol (50.70%) y Tzotzil (0.71%).

## Medio físico
La región XIV Tulijá Tseltal Chol forma parte de las regiones fisiográficas Montañas del Norte y Montañas de Oriente; el relieve del terreno está formado principalmente de sierras.
La altura del relieve varía entre los 14 y 2.474 m sobre el nivel del mar. El 35,37 % del territorio de esta región es sierra alta escarpada compleja, el 29,61 % es sierra alta de laderas tendidas y el 23,2 % es sierra alta plagada con cañadas, en menor proporción se encuentran relieve en forma de valle intermontaño con lomerío, lomerío con llanura, sierra de agua y cuerpo de agua.
Las principales elevaciones ubicadas dentro de la región son: los cerros Anover (2.401 m), Shanil Huitz (1.708 m) y Canja (1.691 m).

### Hidrología
La región Tulijá Tseltal Chol se ubica en la región hidrológica Grijalva-Usumacinta y en las cuencas hidrográficas Río Grijalva–Villahermosa y Río Lacantún. 
Los cuerpos de agua presentes en la región son las lagunas perennes: El Diamante y Pamalnavil.

### Flora
La región presenta una cobertura vegetal compuesta principalmente por vegetación secundaria, (de selva perennifolia; bosque mesófilo de montaña y de coníferas), selva perennifolia y bosque mesófilo de montaña.

### Fauna
Algunas de las especies que pueden encontrarse en la región son: venado cola blanca, armadillo, tepezcuintle, tejón, mapache, lagarto, tortuga de río e iguana; además de aves limnícolas y migratorias.

## Ubicación
Colinda al norte con el estado mexicano de Tabasco, al este con la región maya, al sur con las Regiones Los Altos y Selva Lacandona y al oeste con Los Bosques.